# Clancy Brown

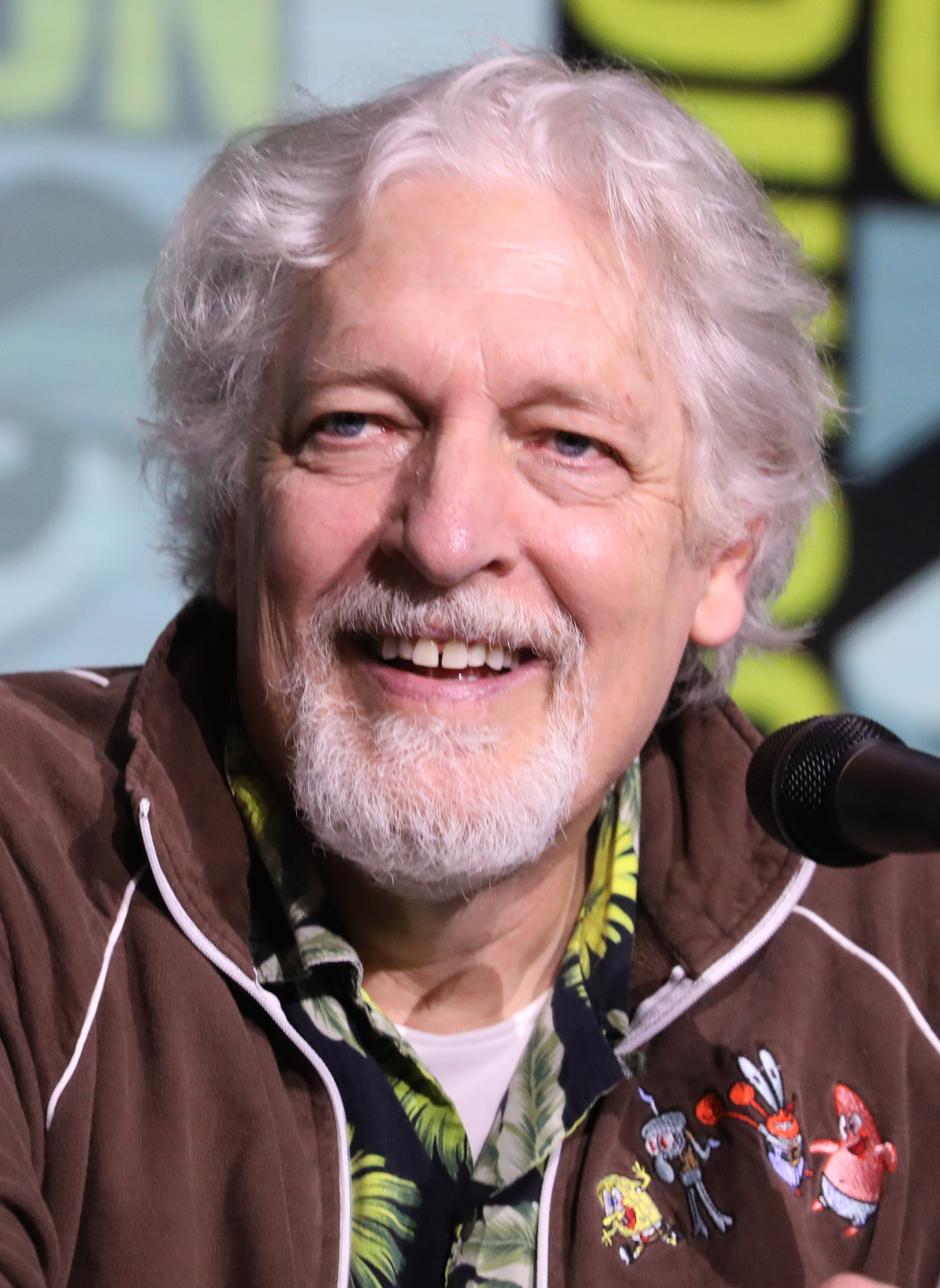
Clancy Brown (2024)

Clarence J. „Clancy“ Brown III (* 5. Januar 1959 in Urbana, Ohio) ist ein US-amerikanischer Schauspieler und Synchronsprecher.

## Karriere
Der 1,92 m große Clancy Brown wurde als Bösewicht Kurgan in Highlander – Es kann nur einen geben (1986) bekannt. Eine nicht minder gruselige Rolle spielt Brown als mordender Zombie-Stiefvater in dem Horrorfilm Friedhof der Kuscheltiere II von 1992. Darüber hinaus verkörperte er 1994 in der Stephen-King-Verfilmung Die Verurteilten den sadistischen Gefängniswärter Captain Byron Hadley. Im Science-Fiction-Film Starship Troopers von 1997 gibt Brown einen die Rekruten schleifenden Militärausbilder, dem Charakter des Gefängniswärters in Die Verurteilten nicht unähnlich. In dem Copthriller Blue Steel von 1990 spielt er dagegen einen zwar bisweilen im sozialen Umgang schroffen, jedoch für das Gute kämpfenden Polizisten an der Seite von Schauspielerin Jamie Lee Curtis. Er spricht außerdem im englischen Original der Zeichentrickserie SpongeBob Schwammkopf die geizige Krabbe Mr. Krabs und ebenfalls im englischen Original der Videospielreihe Crash Bandicoot Dr. Neo Cortex sowie bei dem Videospiel Tom Clancy’s Rainbow Six Siege den Charakter Maestro. Im Videospiel Detroit: Become Human verkörperte er per Motion-Capturing den Charakter Hank Anderson. Außerdem spricht er für den Charakter Clancy im Spiel Brawl Stars seit dem Juli 2024.

## Familie
Browns Vater Bud und sein Großvater Clarence waren beide Kongressabgeordnete für Ohio, die Mutter Joyce Konzertpianistin. Sein Bruder Roy scheiterte mit seiner Kandidatur.
Brown ist seit Januar 1993 mit der TV-Produzentin Jeanne Johnson verheiratet. Das Paar hat zwei Kinder: eine Tochter (* 1995) und einen Sohn (* 2003).

## Filmografie und Synchronisation
- 1983: Bad Boys – Klein und gefährlich (Bad Boys)
- 1983: Ein Duke kommt selten allein (The Dukes of Hazzard, Fernsehserie, Episode 6x03 Ein Rosco zuviel)
- 1983: Bay City Blues (Fernsehserie, Episode 1x04)
- 1984: Buckaroo Banzai – Die 8. Dimension (The Adventures of Buckaroo Banzai Across the 8th Dimension)
- 1985: Thunder Alley
- 1985: Die Braut (The Bride)
- 1986: Highlander – Es kann nur einen geben (Highlander)
- 1987: The Room Upstairs (Fernsehfilm)
- 1987: Ausgelöscht (Extreme Prejudice)
- 1987: Escape – Die Flucht (The Man Who Broke 1,000 Chains, Fernsehfilm)
- 1987: Corridos: Tales of Passion & Revolution (Fernsehfilm)
- 1988: Mörderischer Vorsprung (Shoot to Kill)
- 1988: Michael Jackson: Speed Demon (Kurzfilm)
- 1988: Moonwalker
- 1989: Ein teuflischer Plan (Season of Fear)
- 1989: Fair Game (Fernsehfilm)
- 1990: Blue Steel
- 1990: Zeichen und Wunder? (Waiting for the Light)
- 1990: China Beach – Frauen am Rande der Hölle (China Beach, Fernsehserie, Episode 3x22)
- 1990: Johnny Ryan (Fernsehfilm)
- 1991: Liebe, Lüge, Mord (Love, Lies and Murder, Miniserie, 2 Episoden)
- 1991: Ambition
- 1991: Hexenjagd in L.A. (Cast a Deadly Spell, Fernsehfilm)
- 1991: Ohne jede Reue (Past Midnight)
- 1992: Operation Kleinhirn (Revenge of the Nerds III: The Next Generation, Fernsehfilm)
- 1992: Friedhof der Kuscheltiere II (Pet Sematary Two)
- 1993: Ich will mein Kind! (Desperate Rescue: The Cathy Mahone Story, Fernsehfilm)
- 1993: Bloodlines: Murder in the Family (Fernsehfilm)
- 1993: Last Light (Fernsehfilm)
- 1993: Geschichten aus der Gruft (Tales from the Crypt, Fernsehserie, Episode 5x12)
- 1994: Pom Poko (平成狸合戦ぽんぽこ, Stimme)
- 1994: Die Verurteilten (The Shawshank Redemption)
- 1994: Arielle, die Meerjungfrau (The Little Mermaid, Fernsehserie, Episode 3x05, Sprechrolle)
- 1994–1995: Earth 2 (Fernsehserie, 21 Episoden)
- 1994–1996: Gargoyles – Auf den Schwingen der Gerechtigkeit (Gargoyles, Fernsehserie, 11 Episoden, Stimme)
- 1995: Herkunft unbekannt (Donor Unknown, Fernsehfilm)
- 1995: Dead Man Walking – Sein letzter Gang (Dead Man Walking)
- 1995: Gargoyles the Movie: The Heroes Awaken (Stimme)
- 1996: Female Perversions
- 1996: Radiant City (Fernsehfilm)
- 1996: Outer Limits – Die unbekannte Dimension (The Outer Limits, Fernsehserie, Episode 2x15 Ein Leben nach dem Tod)
- 1996: Superman: The Last Son of Krypton (Fernsehfilm, Stimme)
- 1996: Mighty Ducks the Movie: The First Face-Off (Stimme)
- 1996: Gargoyles: The Goliath Chronicles (Fernsehserie, Episode 1x05, Sprechrolle)
- 1996: Der Unglaubliche Hulk (The Incredible Hulk, Fernsehserie, Episode 1x06, Stimme)
- 1996: The Moravian Massacre (Dokumentarfilm)
- 1996: Mortal Kombat: The Animated Series (Mortal Kombat: Defenders of the Realm, Fernsehserie, 13 Episoden, Stimme)
- 1996: Desert Breeze (Fernsehfilm)
- 1996–1997: Mighty Ducks – Das Powerteam (Mighty Ducks, Fernsehserie, 23 Episoden, Stimme)
- 1996–2000: Superman (Superman: The Animated Series, Fernsehserie, 20 Episoden, Stimme)
- 1997: The Legend of Calamity Jane (Fernsehserie, 13 Episoden, Stimme)
- 1997: The Real Adventures of Jonny Quest (Fernsehserie, 2 Episoden, Stimme)
- 1997: Extreme Ghostbusters (Fernsehserie, Episode 1x18, Stimme)
- 1997: The Batman/Superman Movie (The Batman Superman Movie: World’s Finest, Fernsehfilm, Stimme)
- 1997: Hey Arnold! (Fernsehserie, Episode 2x09, Stimme)
- 1997: Annabelle und die fliegenden Rentiere (Annabelle’s Wish, Stimme)
- 1997: Starship Troopers
- 1997: Flubber
- 1997–1998: Emergency Room – Die Notaufnahme (ER, Fernsehserie, 7 Episoden)
- 1997–1998: Z wie Zorro (Zorro, Fernsehserie, 26 Episoden, Stimme)
- 1997–2000: Men in Black: Die Serie (Men in Black: The Series, Fernsehserie, 4 Episoden)
- 1997: Lands of Lore: Götterdämmerung (Lands of Lore: Guardians of Destiny, Computerspiel)
- 1998: Der lange Weg zur Wahrheit (The Patron Saint of Liars, Fernsehfilm)
- 1998: Hercules (Fernsehserie, Episode 1x07, Stimme)
- 1998: Die Geheimakten der Spürhunde (The Secret Files of the SpyDogs, Fernsehserie, Episode 1x03, Stimme)
- 1998: Das Dschungelbuch – Mowglis Abenteuer (The Jungle Book: Mowgli’s Story, Stimme)
- 1998: The Lionhearts (Fernsehserie, Episode 1x03, Sprechrolle)
- 1998–2000: Voltron: The Third Dimension (Fernsehserie, 5 Episoden, Stimme)
- 1999: Abenteuer mit Timon und Pumbaa (Timon & Pumbaa, Fernsehserie, Episode 5x04, Stimme)
- 1999: Die Biber Brüder (The Angry Beavers, Fernsehserie, Episode 3x05, Stimme)
- 1999: Claire Makes It Big (Kurzfilm)
- 1999: Vendetta – Das Gesetz der Gewalt (Vendetta, Fernsehfilm)
- 1999: Hurricane (The Hurricane)
- 1999: Godzilla – Die Serie (Godzilla: The Series, Fernsehserie, 2 Episoden, Stimme)
- 1999: Agenten des Todes (In the Company of Spies, Fernsehfilm)
- 1999: The Night of the Headless Horseman (Fernsehfilm, Stimme)
- 1999: The Caseys (Fernsehfilm)
- 1999–2001: Big Guy & Rusty (Big Guy and Rusty the Boy Robot, Fernsehserie, 26 Episoden, Stimme)
- seit 1999: SpongeBob Schwammkopf (SpongeBob SquarePants, Fernsehserie, Stimme)
- 2000: Practice – Die Anwälte (The Practice, Fernsehserie, 2 Episoden)
- 2000: Chump Change
- 2000: Arielle, die Meerjungfrau 2 – Sehnsucht nach dem Meer (The Little Mermaid II: Return to the Sea, Stimme)
- 2000: Starship Troopers (Roughnecks: The Starship Troopers Chronicles, Fernsehserie, 4 Episoden)
- 2000: Disneys Große Pause (Recess, Fernsehserie, Episode 5x05, Stimme)
- 2000: Histeria! (Fernsehserie, Episode 2x06, Stimme)
- 2000: Tränen der Erinnerung (Yesterday’s Children, Fernsehfilm)
- 2000: Captain Buzz Lightyear – Star Command (Buzz Lightyear of Star Command, Fernsehserie, 2 Episoden, Stimme)
- 2000: Batman of the Future (Batman Beyond, Fernsehserie, Episode 3x09, Stimme)
- 2000–2005: Jackie Chan Adventures (Fernsehserie, 67 Episoden, Stimme)
- 2001: Disneys Große Pause: Die geheime Mission (Recess: School’s Out, Stimme)
- 2001: The Zeta Project (Fernsehserie, 2 Episoden, Stimme)
- 2001: Powerpuff Girls (The Powerpuff Girls, Fernsehserie, Episode 4x05, Stimme)
- 2001: Der Pate von New York (Boss of Bosses, Fernsehfilm)
- 2001: Snow White (Snow White: The Fairest of Them All, Fernsehfilm)
- 2001–2002: Heavy Gear: The Animated Series (Fernsehserie, 16 Episoden, Stimme)
- 2001–2004: Lloyd im All (Lloyd in Space, Fernsehserie, 12 Episoden)
- 2002: The Laramie Project (Fernsehfilm)
- 2002: Star Trek: Enterprise (Fernsehserie, Episode 1x24 Durch die Wüste)
- 2002: Red Skies (Fernsehfilm)
- 2002: Samurai Jack (Fernsehserie, Episode 2x08, Stimme)
- 2002: Breaking News (Fernsehserie, 13 Episoden)
- 2002–2003: Die Liga der Gerechten (Justice League (TV series), Fernsehserie, 8 Episoden, Stimme)
- 2003: Eine Frage der Liebe (Normal, Fernsehfilm)
- 2003: The Making of Daniel Boone
- 2003: Spongebob Squarepants: Lost at Sea (Stimme)
- 2003: Atlantis – Die Rückkehr (Atlantis: Milo’s Return, Stimme)
- 2003: Cartoon Monsoon (Fernsehserie, Episode 1x02, Stimme)
- 2003: Jimmy Neutron’s Nicktoon Blast (Kurzfilm, Stimme)
- 2003: Spider-Man (Spider-Man: The New Animated Series, Fernsehserie, 2 Episoden, Stimme)
- 2003: Wir sind Fünftklässler (Recess: Taking the Fifth Grade, Stimme)
- 2003: Teen Titans (Fernsehserie, Episode 1x08, Stimme)
- 2003–2005: Carnivàle (Fernsehserie, 24 Episoden)
- 2003–2007: All Grown Up – Fast erwachsen (All Grown Up!, Fernsehserie, 11 Episoden, Stimme)
- 2004: Duck Dodgers (Webserie, Episode 2x01, Stimme)
- 2004: Gambling
- 2004: Brandy & Mr. Whiskers (Fernsehserie, Episode 1x20, Stimme)
- 2004: Der SpongeBob Schwammkopf Film (The SpongeBob SquarePants Movie, Stimme)
- 2004: Finding Neo (Kurzfilm)
- 2004–2005: Megas XLR (Webserie, 10 Episoden, Stimme)
- 2004–2006: Die Liga der Gerechten (Justice League Unlimited, Fernsehserie, 13 Episoden, Stimme)
- 2004–2006: Super Robot Monkey Team Hyperforce Go! (Fernsehserie, 52 Episoden, Stimme)
- 2004–2007: The Batman (Fernsehserie, 6 Episoden, Stimme)
- 2005: SpongeBob SquarePants 4-D: Ride (Kurzfilm, Stimme)
- 2005: Katzekratz (Catscratch, Fernsehserie, Episode 1x05, Stimme)
- 2005: Juniper Lee (The Life and Times of Juniper Lee, Fernsehserie, Episode 1x13, Stimme)
- 2005: Dogg’s Hamlet, Cahoot’s Macbeth
- 2005–2007: A.T.O.M. (A.T.O.M.: Alpha Teens on Machines, Fernsehserie, 12 Episoden, Stimme)
- 2005, 2007: Kim Possible (Fernsehserie, 2 Episoden, Stimme)
- 2005–2007: American Dragon (American Dragon: Jake Long, Fernsehserie, 3 Episoden, Stimme)
- 2006: Lilo & Stitch (Lilo & Stitch: The Series, Fernsehserie, Episode 2x24, Stimme)
- 2006: Lost (Fernsehserie, 2 Episoden)
- 2006: Jede Sekunde zählt – The Guardian (The Guardian)
- 2006: Avatar – Der Herr der Elemente (Avatar: The Last Airbender, Fernsehserie, 5 Episoden, Stimme)
- 2006–2007: Biker Mice from Mars (Fernsehserie, 12 Episoden, Stimme)
- 2007: Pathfinder – Fährte des Kriegers (Pathfinder)
- 2007: Ben 10 (Fernsehserie, Episode 3x06, Stimme)
- 2007: El Tigre: Die Abenteuer des Manny Rivera (El Tigre: The Adventures of Manny Rivera, Webserie, Episode 1x12, Stimme)
- 2007: The Riches (Fernsehserie, Episode 1x07)
- 2007: Parker (Kurzfilm)
- 2007: God of Reincarnation (Kurzfilm)
- 2007–2010: American Dad (Fernsehserie, 3 Episoden, Stimme)
- 2008: Ben 10: Alien Force (Fernsehserie, Episode 1x11, Stimme)
- 2008: The Burrowers – Das Böse unter der Erde (The Burrowers)
- 2008: Blank Slate (Fernsehfilm)
- 2008: The Express
- 2008: NASA Seals (Kurzfilm)
- 2008: Law & Order (Fernsehserie, Episode 19x05 Das Geheimnis von Dargerville)
- 2008–2009: Wolverine and the X-Men (Fernsehserie, 3 Episoden, Stimme)
- 2008–2009: Spectacular Spider-Man (The Spectacular Spider-Man, Fernsehserie, 16 Episoden, Stimme)
- 2009: SpongeBob SquarePants: Spongicus (Stimme)
- 2009: The Twenty
- 2009: Slap (Kurzfilm)
- 2009: The Secret Saturdays (Fernsehserie, Episode 1x25, Stimme)
- 2009: Der Informant! (The Informant!)
- 2009: Superman/Batman: Public Enemies (Stimme)
- 2009: Phineas und Ferb (Phineas and Ferb, Fernsehserie, 5 Episoden, Stimme)
- 2010: The Deep End (Fernsehserie, 6 Episoden)
- 2010: Batman: The Brave and the Bold (Fernsehserie, 2 Episoden, Stimme)
- 2010: A Nightmare on Elm Street
- 2010: Adventure Time – Abenteuerzeit mit Finn und Jake (Adventure Time, Webserie, 2 Episoden, Stimme)
- 2010: Leverage (Fernsehserie, Episode 3x07 Finanzmanöver)
- 2010: Medium – Nichts bleibt verborgen (Medium, Fernsehserie, Episode 7x06)
- 2010–2011: G.I. Joe: Renegades (Fernsehserie, 7 Episoden)
- 2010–2011: Die Pinguine aus Madagascar (The Penguins of Madagascar, Fernsehserie, 3 Episoden, Stimme)
- 2010–2012: Kick Buttowski – Keiner kann alles (Kick Buttowski: Suburban Daredevil, Fernsehserie, 3 Episoden, Stimme)
- 2010–2012: Die Avengers – Die mächtigsten Helden der Welt (The Avengers: Earth’s Mightiest Heroes, Fernsehserie, 3 Episoden, Stimme)
- 2010–2013: Pound Puppies – Der Pfotenclub (Pound Puppies, Fernsehserie, 4 Episoden, Stimme)
- 2011: Green Lantern (Stimme)
- 2011: Cowboys & Aliens
- 2011: ThunderCats (Fernsehserie, 6 Episoden, Stimme)
- 2011: Aim High (Fernsehserie, 4 Episoden)
- 2011–2013: Star Wars: The Clone Wars (Fernsehserie, 8 Episoden, Stimme)
- 2011–2013: Transformers: Prime (Fernsehserie, 8 Episoden, Stimme)
- 2012: John Dies at the End
- 2012: Young Justice (Fernsehserie, Episode 1x24, Stimme)
- 2012: Green Lantern: The Animated Series (Fernsehserie, 2 Episoden, Stimme)
- 2012: Die Legende von Korra (The Legend of Korra, Fernsehserie, 2 Episoden, Stimme)
- 2012: Um jeden Preis – At Any Price (At Any Price)
- 2012: Hellbenders – Zum Teufel mit der Hölle (Hellbenders)
- 2012: The Frontier (Fernsehfilm)
- 2012–2013: Mission Scooby-Doo (Scooby-Doo! Mystery Incorporated, Fernsehserie, 3 Episoden, Stimme)
- 2012–2016: Der ultimative Spider-Man (Ultimate Spider-Man, Fernsehserie, 11 Episoden, Stimme)
- 2012–2017: Teenage Mutant Ninja Turtles (Fernsehserie, 29 Episoden, Stimme)
- 2013: Sparks – The Origin of Ian Sparks (Sparks)
- 2013: Dark Minions (Fernsehfilm)
- 2013: LEGO Batman – Der Film: Vereinigung der DC Superhelden (Lego Batman: The Movie – DC Super Heroes Unite, Stimme)
- 2013: Water & Power
- 2013: Kung Fu Panda (Kung Fu Panda: Legends of Awesomeness, Fernsehserie, Episode 2x21, Stimme)
- 2013: Team Smithereen Pilot (Fernsehfilm)
- 2013: Das Tor zur Hölle (Nothing Left to Fear)
- 2013: Sie nannten ihn Wander (Wander Over Yonder, Fernsehserie, Episode 1x05, Stimme)
- 2013: Homefront
- 2013: Anklage: Mord – Im Namen der Wahrheit (The Trials of Cate McCall)
- 2013: Doom Patrol (Miniserie, 3 Episoden, Stimme)
- 2013: The Surgeon General (Fernsehfilm)
- 2013–2015: Hulk und das Team S.M.A.S.H. (Hulk and the Agents of S.M.A.S.H., Fernsehserie, 52 Episoden, Stimme)
- 2013–2015: Sofia die Erste – Auf einmal Prinzessin (Sofia the First, Fernsehserie, 3 Episoden, Stimme)
- 2013–2016: Sleepy Hollow (Fernsehserie, 6 Episoden)
- 2014: Archer (Fernsehserie, Episode 5x06 Archer Vice: Baby Shower, Stimme)
- 2014: The Trip to Bountiful (Fernsehfilm)
- 2014: Robot Chicken DC Comics Special II: Villains in Paradise (Robot Chicken DC Comics Special 2: Villains in Paradise, Kurzfilm, Stimme)
- 2014: Just Before I Go (Hello I Must Be Going)
- 2014: TripTank (Fernsehserie, 3 Episoden, Stimme)
- 2014: Iron Man and Captain America: Heroes United (Iron Man & Captain America: Heroes United, Stimme)
- 2014: When the Game Stands Tall
- 2014: 99 Homes – Stadt ohne Gewissen (99 Homes)
- 2014–2015: The Flash (Fernsehserie, 4 Episoden)
- 2014–2018: Avengers – Gemeinsam unbesiegbar! (Avengers Assemble, Fernsehserie, 10 Episoden, Stimme)
- 2014–2018: Star Wars Rebels (Fernsehserie, Stimme)
- 2015: SpongeBob Schwammkopf 3D (The SpongeBob Movie: Sponge Out of Water, Stimme)
- 2015: Family Guy (Fernsehserie, Episode 13x13 Fragen Sie Cleveland, Stimme)
- 2015: Golan the Insatiable (Fernsehserie, Episode 2x01, Stimme)
- 2015: Axe Cop (Fernsehserie, 4 Episoden, Stimme)
- 2015: Gurke & Peanut (Pickle and Peanut, Fernsehserie, Episode 1x01, Stimme)
- 2015: The Midnight Anthology (Fernsehserie, Episode 1x01)
- 2015: Micky Maus (Mickey Mouse, Webserie, Episode 3x09, Stimme)
- 2015: Agatha (Fernsehfilm)
- 2015–2016: Chicago P.D. (Fernsehserie, 3 Episoden)
- 2015–2018: Star Wars Rebels (Fernsehserie, 12 Episoden, Stimme)
- 2016: Hail, Caesar!
- 2016: Marvel’s Daredevil (Daredevil, Fernsehserie, 2 Episoden)
- 2016: Warcraft: The Beginning (Warcraft)
- 2016: Der gestiefelte Kater – Abenteuer in San Lorenzo (The Adventures of Puss in Boots, Fernsehserie, Episode 4x13)
- 2016–2018: Trolljäger (Trollhunters, Fernsehserie, 28 Episoden, Stimme)
- 2016–2018: The Venture Bros. (Fernsehserie, 4 Episoden, Stimme)
- 2016, 2019: Schlimmer geht’s immer mit Milo Murphy (Milo Murphy’s Law, Webserie, 2 Episoden, Stimme)
- 2017: Rapunzel: Für immer verföhnt (Tangled: Before Ever After, Fernsehfilm, Stimme)
- 2017: Little Evil
- 2017: Stronger
- 2017: Das Alibi – Die Kennedy Lüge (Chappaquiddick)
- 2017: OK K.O.! Neue Helden braucht die Welt (OK K.O.! Let’s Be Heroes, Webserie, Episode 1x28, Stimme)
- 2017: Thor: Tag der Entscheidung (Thor: Ragnarok, Stimme)
- 2017: Marvel’s The Punisher (The Punisher, Fernsehserie, Episode 1x03)
- 2017: License and Registration (Kurzfilm)
- 2017–2018: Stretch Armstrong und die Flex Fighters (Stretch Armstrong & the Flex Fighters, Webserie, 2 Episoden, Stimme)
- 2017–2020: Rapunzel – Die Serie (Tangled: The Series, Fernsehserie, Stimme)
- seit 2017: Rick and Morty (Fernsehserie, Stimme)
- 2018: Supercon
- 2018: Dallas & Robo (Fernsehserie, 4 Episoden, Stimme)
- 2018: The Ballad of Buster Scruggs
- 2018: 3 von oben (3Below, Fernsehserie, Episode 1x09, Stimme)
- 2018: Detroit: Become Human (Videospiel, Motion Capture und Stimme)
- 2018–2019: Die Goldbergs (The Goldbergs, Fernsehserie, 4 Episoden)
- 2018–2019: Billions (Fernsehserie, 16 Episoden)
- 2018–2019: Die Abenteuer des Captain Underpants (The Epic Tales of Captain Underpants, Webserie, 4 Episoden, Stimme)
- 2019: Schooled (Fernsehserie, 5 Episoden)
- 2019: Niko and the Sword of Light (Webserie, 2 Episoden, Stimme)
- 2019: Robot Chicken (Fernsehserie, Episode 10x04, Stimme)
- 2019: Das gruselige Abenteuer des Captain Underpants: Hack-O-Ween (The Spooky Tale of Captain Underpants Hack-a-Ween, Stimme)
- 2019: Susi und Strolch (Lady and the Tramp, Stimme)
- 2019: The Crown (Fernsehserie, Episode 3x02)
- 2019: The Mandalorian (Fernsehserie, Episode 1x06 Kapitel 6: Der Gefangene)
- seit 2019: Emergence (Fernsehserie)
- 2019: The Mortuary – Jeder Tod hat eine Geschichte (The Mortuary Collection)
- 2020: Promising Young Woman
- 2020: Die Zauberer (Wizards, Fernsehserie, 5 Episoden, Stimme)
- 2020: SpongeBob Schwammkopf: Eine schwammtastische Rettung (The SpongeBob Movie: Sponge on the Run, Stimme)
- 2021, 2023: What If…? (Fernsehserie, 3 Episoden, Stimme)
- 2021–2022: Dexter: New Blood (Fernsehserie)
- 2021: Last Looks
- 2022: Star Wars: Geschichten der Jedi (Star Wars: Tales of the Jedi, Fernsehserie, Stimme)
- 2023: John Wick: Kapitel 4 (John Wick: Chapter 4)
- 2023: Ahsoka (Fernsehserie, Episode 1x01)
- 2023: Dumb Money – Schnelles Geld (Dumb Money)
- 2023: Generation V (Gen V, 2 Episoden)
- 2024: The Penguin (Miniserie)
- 2024: Audrey’s Children